# Nichole M. Danzl
| Entdeckte Asteroiden: 6                              | Entdeckte Asteroiden: 6 |
| ---------------------------------------------------- | ----------------------- |
| (24835) 1995 SM55                                    | 19. September 1996      |
| (26181) 1996 GQ21                                    | 12. April 1996          |
| (26308) 1998 SM165                                   | 16. September 1998      |
| (33128) 1998 BU48                                    | 22. Januar 1998         |
| (33340) 1998 VG441                                   | 14. November 1998       |
| (52975) Cyllarus                                     | 12. Oktober 1998        |
| 1 zusammen mit Jeffrey A. Larsen und Arianna Gleason |                         |

Nichole M. Danzl (* 2. April 1979) ist eine US-amerikanische Amateurastronomin.
Die Studentin der Biologie an der University of Arizona entdeckte im Rahmen ihrer Mitarbeit am Spacewatch-Programm zwischen 1995 und 1998 insgesamt sechs Asteroiden, fünf davon transneptunische Objekte und einen aus der Gruppe der Zentauren.
Der Asteroid (10720) Danzl wurde nach ihr benannt.